# Tompó
A Tompó (oroszul: Томпо) folyó Oroszország ázsiai részén, Kelet-Szibériában, Jakutföldön; az Aldan jobb oldali mellékfolyója.

## Földrajz
Hossza: 570 km, vízgyűjtő területe: 42 700 km², évi közepes vízhozama: 254 m³/s, középső folyásán 157 m³/s.
Neve az evenki томпо szóból származik, jelentése: 'örvény'.
A Szuntar-Hajata-hegyvonulat északi részéből kiinduló Brjungjagyini-hegységben, kb. 2000 m magasságban ered. Erdőkkel borított magas hegyek, sziklás partok között folyik kezdetben északra, majd nyugat felé. Topolinoje településnél éles kanyarulattal dél felé fordul, a medre fölé 400–700 m-re magasodó hegyek között folytatja útját. Bal oldali mellékfolyója, a Menkjule torkolata után elhagyja a hegyes vidéket. Mocsaras síkságon, széles, lapos völgyben, zátonyok és mellékágak sokaságát képezve folyik délnyugat felé. Az Amga torkolatának közelében ömlik az Aldanba. 
Október végén befagy és május végéig jég alatt van. A tavaszi jégzajlás május második felében kezdődik és általában öt napig tart.
A Tompó felső szakaszának völgye választja el a Verhojanszki-hegylánc központi vonulatait a Szette-Daban-hegységtől.
Nagyobb mellékfolyói: jobbról a Gyelinyja (357 km) és a Hunhada (189 km), balról a Menkjule (225 km) és a Tomporuk (186 km.